# SENER
SENER es un grupo privado español de ingeniería y tecnología fundado en 1956, especializado en actividades de Ingeniería y Construcción. Con una plantilla de 2.350 personas, el grupo cuenta con oficinas en cinco continentes. 
SENER provee servicios y productos de ingeniería y de aeroespacio, y además posee participaciones industriales en compañías que trabajan en energía. 

## Historia
Fundada en 1956 por Enrique de Sendagorta Aramburu como oficina técnica naval, SENER es la primera empresa española de ingeniería registrada como tal. Posteriormente se incorpora a la dirección de SENER el hermano del fundador, José Manuel de Sendagorta, considerado cofundador de la empresa.
En 1966 SENER gana el primer contrato internacional y su primera incursión en el sector espacial. Es el contrato de diseño y construcción de la torre de lanzamiento de cohetes en Kiruna (Suecia) para la ESRO (actualmente la Agencia Espacial Europea). Al año siguiente, en 1967, lleva a cabo sus primeros contratos de relevancia en el mundo de la ingeniería de infraestructuras, con proyectos como la autopista Bilbao-Behovia (1967), el Puerto de Bilbao (1969), el Aeropuerto de Bilbao (1971) y el plan de construcción metro de Bilbao (1973). En 1970 entra en el diseño de plantas nucleares españolas, con proyectos como Garoña, Lemóniz y Cofrentes.[cita requerida]
En 1989 SENER contribuye a la creación de ITP, única industria española de motores aeronáuticos y turbinas de gas. En su momento ITP pertenecía en parte a SENER (53,125 %) y en parte a Rolls-Royce (46,875 %). SENER vende su parte en 2016 a Rolls-Royce por 720 millones de euros.
En la década de los 90, primeros contratos de alta velocidad (Madrid-Barcelona, Madrid-Valencia, Madrid-Lisboa, Y vasca), puertos, grandes aeropuertos y edificios singulares en la península ibérica.
SENER aportó varios componentes al módulo de descenso marciano Schiaparelli EDM, incluyendo el caparazón de contacto diseñado para absorber el impacto final.
En 2014 SENER es designado contratista principal de la misión espacial de demostración de las tecnologías de vuelo en formación PROBA 3.
En 2016, SENER forma parte del consorcio ganador del contrato Engineering Delivery Partner de HS2 en el Reino Unido.
En el año 2018 Sener compró Tryo Aerospace & Electronics que posteriormente cambió de nombre a SENER Aeroespacial
En 2020, SENER desarrolla para TMB el sistema de ventilación inteligente RESPIRA®.
En 2021, el rover Perseverance aterriza en Marte con tecnología de SENER Aeroespacial a bordo.
En 2023 adquiere Quark, ingeniería especializada en centros de datos.
Es responsable SENER de aportar las antenas para la sonda Hera que debería arribar a Dimorphos em 2026.

## Fundación SENER
El Grupo de Ingeniería y Tecnología SENER y la familia Sendagorta, fundadora y propietaria de la empresa, constituyeron, en el año 2002, la Fundación SENER, con el fin de promover iniciativas y actividades basadas en la excelencia de la formación de ingenieros y desarrollar el carácter socialmente responsable de la actividad profesional de la ingeniería.[cita requerida]